# Instytut Badań Edukacyjnych
Instytut Badań Edukacyjnych - Państwowy Instytut Badawczy (IBE-PIB) – polski instytut badawczy prowadzący interdyscyplinarne badania naukowe nad funkcjonowaniem i efektywnością systemu edukacji w Polsce. Instytut uczestniczy w krajowych i międzynarodowych projektach badawczych, przygotowuje raporty, sporządza ekspertyzy oraz pełni funkcje doradcze. Wspiera szeroko rozumianą politykę i praktykę edukacyjną. Funkcjonuje pod nadzorem Ministerstwa Edukacji Narodowej.
Instytut promuje stosowanie zasady podejmowania decyzji na podstawie wyników badań i szczególnie dużą wagę przywiązuje do badań, których wyniki mogą zostać wykorzystane w praktyce i polityce edukacyjnej, zarówno na szczeblu krajowym, jak i lokalnym.
Instytut współpracuje z Głównym Urzędem Statystycznym i Centralną Komisją Egzaminacyjną, a w sieci współpracy znajdują się też samorządy terytorialne, szkoły, organizacje pozarządowe, uczelnie wyższe oraz krajowe i zagraniczne ośrodki badawcze i organizacje międzynarodowe.

## Historia
Instytut Badań Edukacyjnych powstał 1 lipca 1990 roku na mocy zarządzenia Ministra Edukacji Narodowej z 29 czerwca 1990 r. w sprawie przekształcenia Instytutu Badań Pedagogicznych w Instytut Badań Edukacyjnych. Istniejący od 1972 roku Instytut Badań Pedagogicznych był sukcesorem powołanego w 1952 roku Instytutu Pedagogiki, który powstał z utworzonego w 1949 roku Państwowego Ośrodka Oświatowych Prac Programowych i Badań Pedagogicznych. 

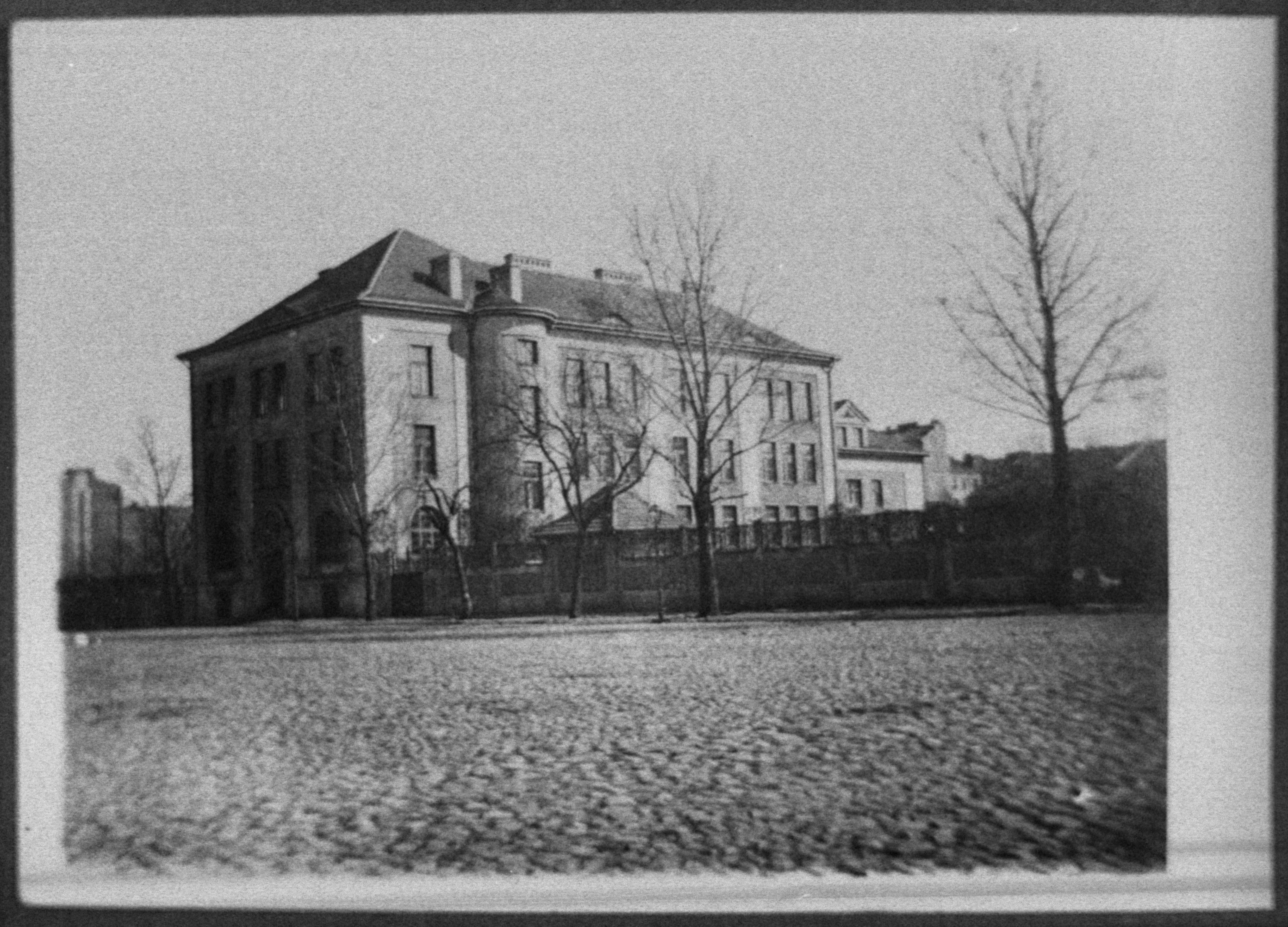
Budynek przy Górczewskiej 8, wówczas siedziba Państwowego Instytutu Robót Ręcznych (zdjęcie wykonane ok. 1920 r.)

## Kadra
Instytut Badań Edukacyjnych zatrudnia badaczy zajmujących się edukacją – socjologów, psychologów, pedagogów, ekonomistów, politologów i przedstawicieli innych dyscyplin naukowych.

## Siedziba

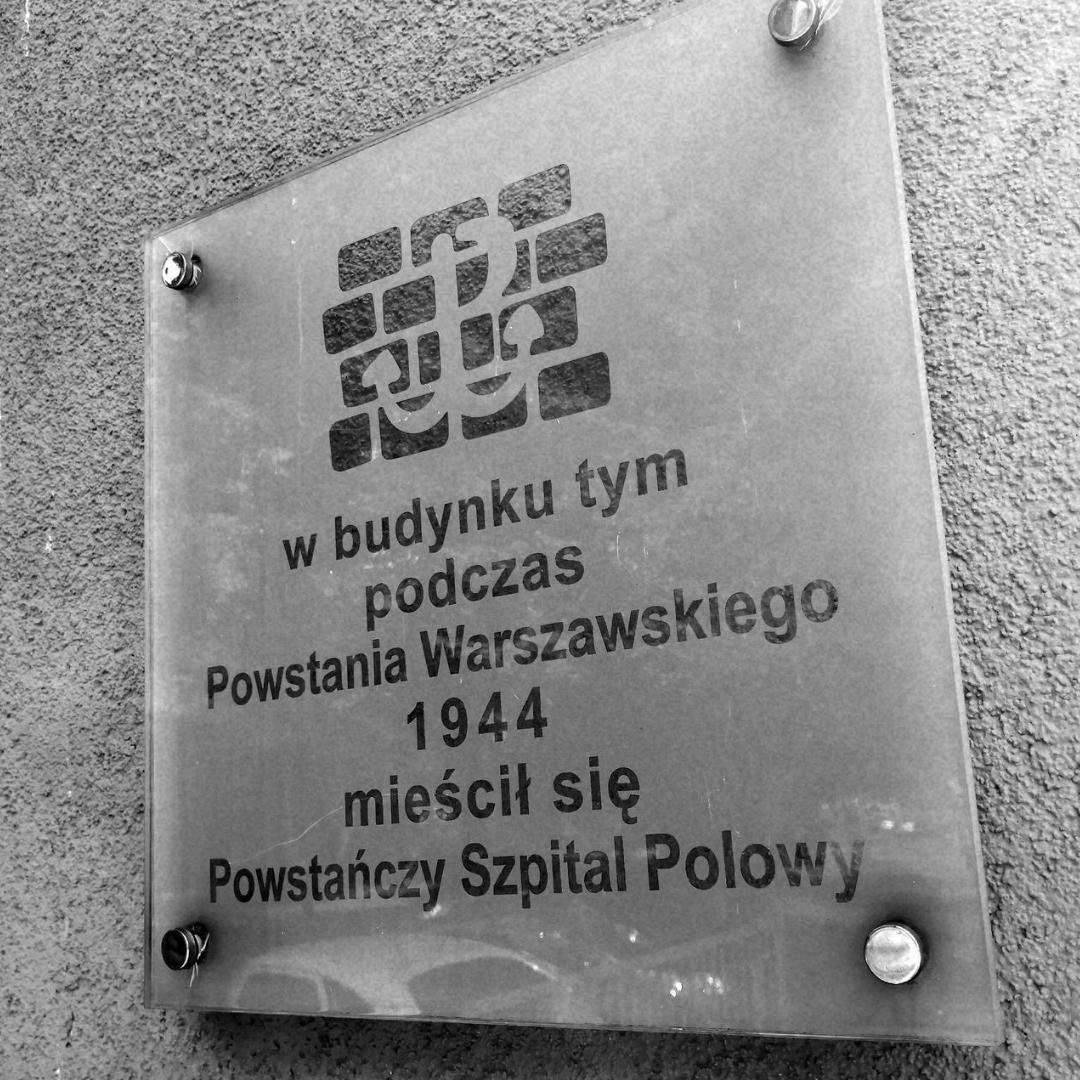
Tablica informująca umieszczona na budynku przy Górczewskiej 8. W czasie Powstania Warszawskiego 1944 mieścił się w nim Powstańczy Szpital Polowy

Siedzibą Instytutu Badań Edukacyjnych jest budynek usytuowany w Warszawie na ul. Górczewskiej 8, wzniesiony w latach 1912–1914 dla szkoły rzemieślniczej im. Karola Szlenkiera. W szkole w roku 1915 uruchomiono Państwowy Kurs Robót Ręcznych, a w 1920 roku przekształcono w szkołę ćwiczeń przy Państwowym Instytucie Robót Ręcznych dla Nauczycieli. Od roku 1923 do 1939 budynek był siedzibą Państwowego Instytutu Robót Ręcznych. Podczas wybuchu Powstania Warszawskiego w budynku był punkt zborny i mieścił się w nim Powstańczy Szpital Polowy.

## Obszary badawcze
Do głównych obszarów zainteresowań badawczych Instytutu należą:
- nowa podstawa programowa oraz problemy dydaktyk przedmiotowych – diagnoza jakości edukacji poszczególnych przedmiotów szkolnych oraz rozwój dydaktyk przedmiotowych, w tym tworzenie nowych narzędzi dla nauczycieli;
- socjologiczno-prawne aspekty edukacji – dostarczanie wyników przydatnych w podnoszeniu jakości otoczenia instytucjonalnego szkół oraz analiza skuteczności wdrażanych zmian organizacyjnych w systemie edukacji, w tym m.in. badania czasu i warunków pracy nauczycieli, warunków ich kształcenia, problemów kadry klas początkowych oraz rynku pracy nauczycieli;
- pomiar i analiza osiągnięć edukacyjnych uczniów;
- psychologiczne i pedagogiczne podstawy osiągnięć szkolnych – m.in. badania efektów indywidualizacji uczenia się oraz badanie dzieci, które rozpoczęły naukę w wieku sześciu lat;
- relacje pomiędzy systemem edukacji a rynkiem pracy, monitorowanie sytuacji osób młodych wchodzących na rynek pracy – celem tych badań jest wzmocnienie powiązania efektów edukacji z potrzebami rynku pracy oraz stworzenie systematycznej oceny podaży kompetencji i popytu ze strony pracodawców m.in. poprzez śledzenie ścieżek karier edukacyjnych i zawodowych czy badania gospodarstw domowych;
- uczenie się przez całe życie i badania systemu kwalifikacji;
- ekonomiczne uwarunkowania kształcenia, finansowanie edukacji i inne szeroko rozumiane problemy ekonomii edukacji – badanie ekonomicznych aspektów edukacji, w tym szeroko rozumianych kosztów tj. nakłady finansowe i rzeczowe, nakład czasu, nakłady ponoszone indywidualnie oraz nakłady gmin i powiatów, dylematy decyzyjne – na poziomie władz.

## Publikacje IBE

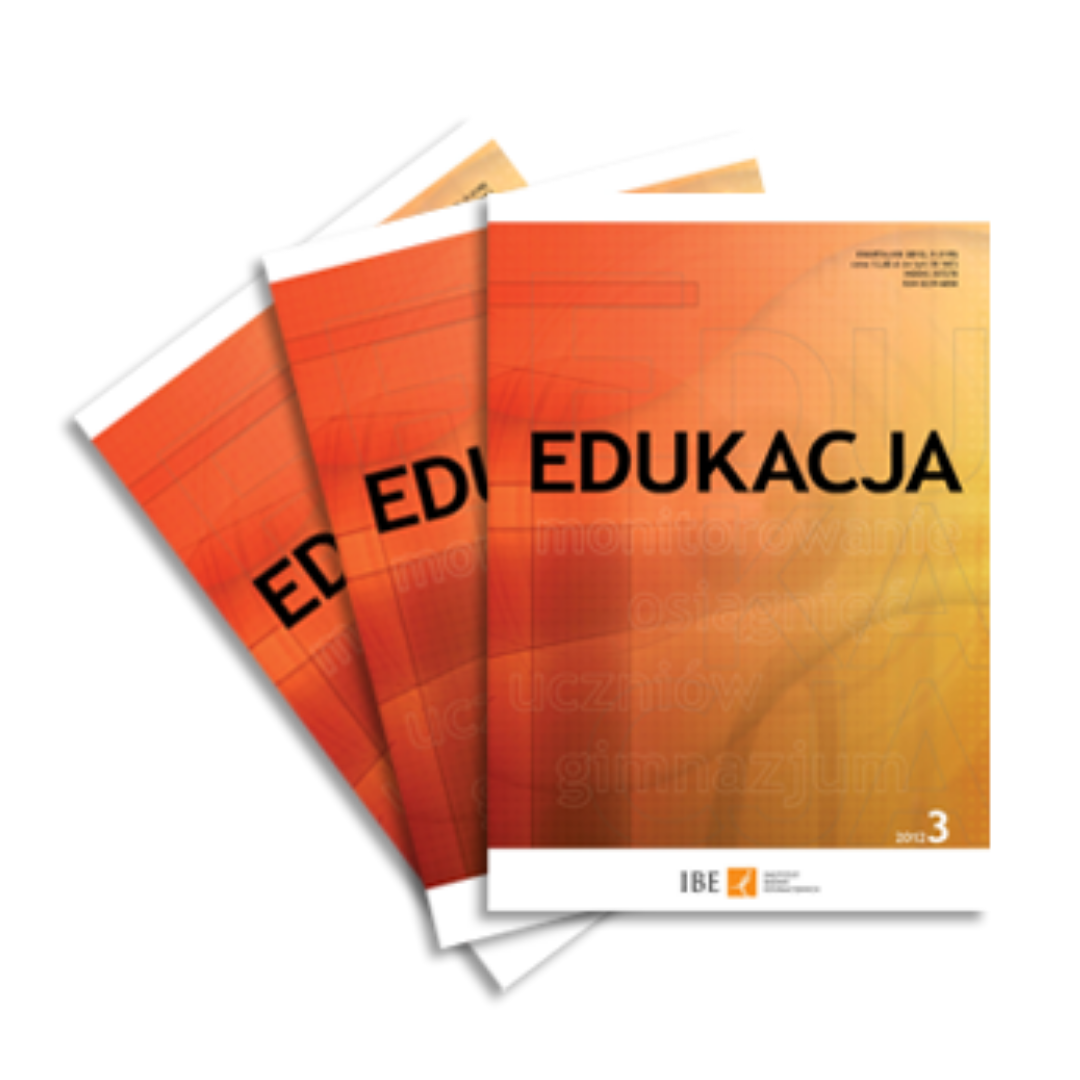
Kwartalnik „Edukacja”

W ramach działalności statutowej Instytut Badań Edukacyjnych wydaje corocznie publikacje i opracowania naukowe z zakresu szeroko rozumianej edukacji, a także jest wydawcą dwóch kwartalników naukowych: „Edukacja” i „Edukacja Biologiczna i Środowiskowa”.
Kwartalnik EDUKACJA jest jednym z głównych polskich czasopism naukowych zajmujących się tematyką oświaty w ujęciu różnych dyscyplin nauki. Od 1983 roku na łamach pisma prezentowane są wyniki badań prowadzonych w Polsce i za granicą, poruszane są zagadnienia związane ze zmianami wprowadzanymi w systemie edukacji oraz z monitorowaniem ich efektów, przedstawiane są zagraniczne osiągnięcia naukowe w dziedzinie pedagogiki i badań oświatowych. EDUKACJA, popularyzując doniesienia z różnych dyscyplin nauki, dąży do rozwijania wiedzy o systemie szkolnictwa na wszystkich jego szczeblach, upowszechniania prac polskiego i zagranicznego środowiska naukowego.
Kwartalnik naukowy Edukacja Biologiczna i Środowiskowa – wydawane w wersji elektronicznej czasopismo prezentujące najnowszą wiedzę z zakresu nauk przyrodniczych i wiedzy o środowisku, opracowania naukowe dotyczące dydaktyki tych dziedzin, a także nowoczesne materiały dydaktyczne i krótkie informacje na temat nowych książek, wydarzeń oraz ostatnich odkryć naukowych. To idealne narzędzie dla nauczycieli przedmiotów przyrodniczych oraz osób zaangażowanych w rozwijanie dydaktyki tych przedmiotów.

## Projekty IBE

### „Program Międzynarodowej Oceny Umiejętności Uczniów (PISA)”
Badanie PISA (Programme for International Student Assessment) realizowane jest przez międzynarodowe konsorcjum nadzorowane przez OECD (Organizację Współpracy Gospodarczej i Rozwoju) i przedstawicieli krajów członkowskich. Jest to największe międzynarodowe badanie umiejętności uczniów na świecie. Realizowane co 3 lata od 2000 roku we wszystkich krajach OECD, a także w kilkudziesięciu krajach partnerskich. Polska od początku uczestniczy w badaniu. Wyniki uzyskane w badaniu są w pełni porównywalne z wcześniejszymi edycjami badania PISA w Polsce.
Realizowane jest co 3 lata i za każdym razem jedna z dziedzin: umiejętności matematyczne, czytanie i interpretacja, rozumowanie naukowe – jest dziedziną wiodącą. Badanie OECD PISA jest badaniem piętnastolatków – uczniów, którzy w roku poprzedzającym badanie ukończyli lat 15.

### „Międzynarodowe Badanie Wyników Nauczania Matematyki i Nauk Przyrodniczych (TIMSS)”
Badanie TIMSS (Trends in International Mathematics and Science Study) w skali międzynarodowej jest koordynowane przez Międzynarodowe Stowarzyszenie Mierzenia Osiągnięć Szkolnych – IEA z siedzibą w Amsterdamie, a w Polsce przez Ministerstwo Edukacji Narodowej. Obok badania PISA, TIMSS jest najważniejszym porównawczym badaniem edukacyjnym. Jest to też badanie o najdłuższej tradycji: przeprowadzono je w latach: 1995, 1999, 2003, 2007, 2011 i 2015. W pierwszej edycji uczestniczyło 41 krajów, w 2007 roku – 48 krajów, w 2011 – 63 kraje. W latach 1995 i 2008 przeprowadzono dodatkowe badanie uczniów ostatnich klas szkoły średniej, w którym mierzono wiedzę i umiejętności z matematyki i fizyki; uczestniczyło w nim 10 krajów.

### „Międzynarodowe Badanie Postępów Biegłości w Czytaniu (PIRLS)”
Badanie PIRLS odbywa się w cyklu pięcioletnim i przeprowadzono je dotychczas czterokrotnie – w latach 2001,2006, 2011 i 2016. Polska bierze udział w badaniu od 2006 roku. Przedmiotem pomiaru jest czytanie pod względem doświadczenia literackiego (czytanie tekstów literackich) oraz czytanie w celu uzyskania informacji (czytanie tekstów użytkowych). W badaniu udział biorą dziesięciolatki. W Polsce do badania przystąpią uczniowie czwartych klas szkół podstawowych. Badanie PIRLS w skali międzynarodowej jest koordynowane przez Międzynarodowe Stowarzyszenie Mierzenia Osiągnięć Szkolnych – IEA z siedzibą w Amsterdamie, a w Polsce przez Ministerstwo Edukacji Narodowej.

### „Zintegrowany System Kwalifikacji”

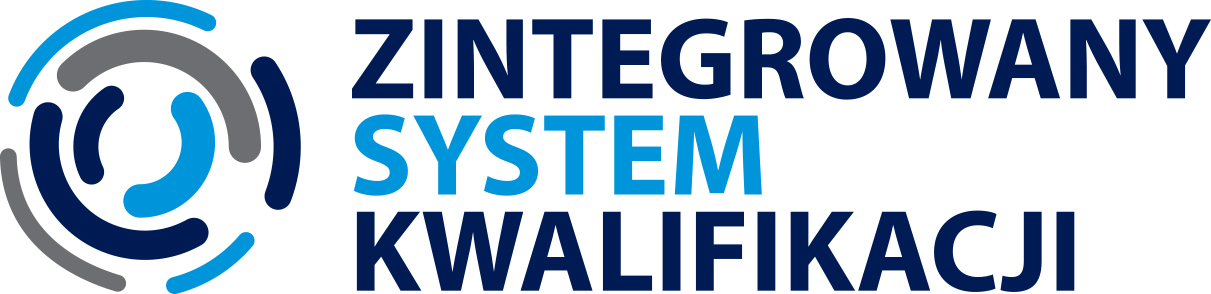
Logo Zintegrowanego Systemu Kwalifikacji

Na zlecenie Ministerstwa Edukacji Narodowej IBE realizuje cztery pozakonkursowe projekty związane z Zintegrowanym Systemem Kwalifikacji:
- Wspieranie realizacji I etapu wdrażania Zintegrowanego Systemu Kwalifikacji na poziomie administracji centralnej oraz instytucji nadających kwalifikacje i zapewniających jakość nadawania kwalifikacji[8]
- Włączanie kwalifikacji innowacyjnych i potrzebnych społecznie do Zintegrowanego Systemu Kwalifikacji oraz ograniczenie barier w rozwoju ZSK przez wspieranie interesariuszy systemu na poziomie krajowym i regionalnym[9]
- Wspieranie realizacji II etapu wdrażania Zintegrowanego Systemu Kwalifikacji na poziomie administracji centralnej oraz instytucji nadających kwalifikacje i zapewniających jakość nadawania kwalifikacji w latach 2018–2020[10]
- Wsparcie rozwoju ZSK w szczególności na poziomie regionalnym poprzez wdrażanie rozwiązań i inicjatyw skierowanych do użytkowników końcowych systemu – ZSK 4[11]

### „Zintegrowany Rejestr Kwalifikacji”

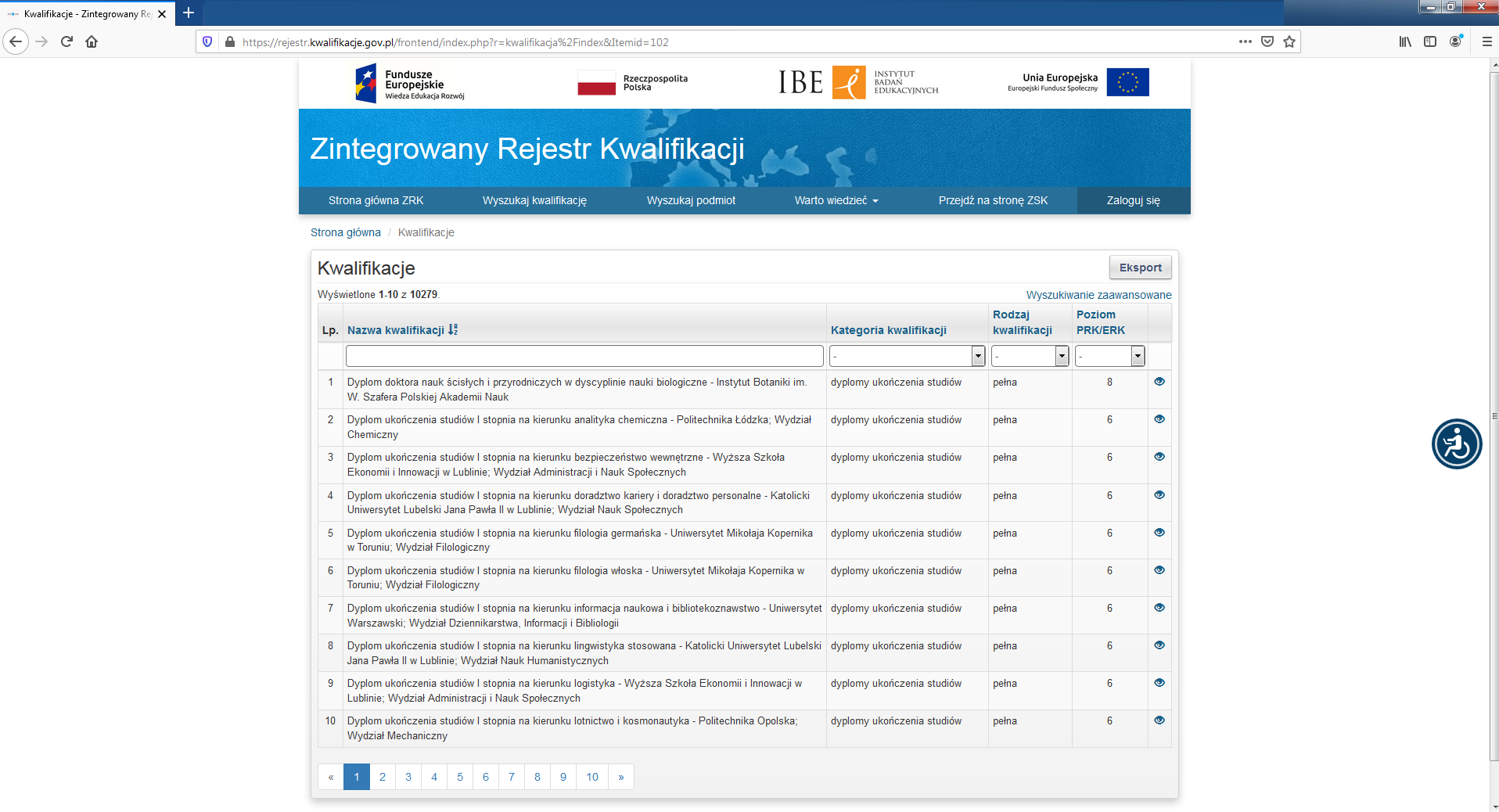
Strona internetowa Zintegrowanego Rejestru Kwalifikacji

Instytut Badań Edukacyjnych odpowiada za prowadzenie i rozwój Zintegrowanego Rejestru Kwalifikacji, będącego obok Polskiej Ramy Kwalifikacji, kluczowym elementem Zintegrowanego Systemu Kwalifikacji wdrażanego w Polsce na mocy ustawy z 22 grudnia 2015 r. Rejestr został uruchomiony w sierpniu 2016 r.

### „Badanie losów absolwentów”
Instytut Badań Edukacyjnych rozpoczął realizację projektu pozakonkursowego „Monitorowanie losów edukacyjno-zawodowych absolwentów i młodych dorosłych”. Badanie dotyczyć będzie absolwentów szkół zawodowych.
Celem projektu jest poprawa dopasowania kształcenia zawodowego do potrzeb rynku pracy poprzez zapewnienie informacji zwrotnej o losach absolwentów szkół zawodowych na podstawie danych administracyjnych oraz przygotowanie rozwiązań pozwalających na systematyczne monitorowanie losów absolwentów szkół zawodowych.
Przewidziane efekty projektu to:
- Narzędzia do badania wejścia absolwentów na rynek pracy
- Raport z pierwszej rundy monitoringu losów absolwentów:
- Program łączący i raportujący wyniki dotyczące losów edukacyjnych i zawodowych absolwentów szkół
- Wstępne rekomendacje dotyczące zmian legislacyjnych niezbędnych do wdrożenia narzędzi systemowego monitorowania losów zawodowych absolwentów.

### „Promoting innovative collaborative teaching and learning (CO-LAB)”
Instytut Badań Edukacyjnych prowadzi w Polsce międzynarodowy projekt CoLab ”Promoting innovative collaborative teaching and learning”, realizowany przez konsorcjum 7 europejskich instytucji. Projekt dotyczy wsparcia rozwoju zawodowego nauczycieli w zakresie innowacyjnych metod i form nauczania na lekcjach, a przede wszystkim stosowania formy pracy grupowej uczniów (tzw. collaborative learning).

### „ReferNet”
ReferNet to sieć instytucji stworzona przez Cedefop w 2002 roku w celu zbierania informacji i monitorowania zmian w obszarze kształcenia i szkolenia zawodowego (VET) w poszczególnych państwach członkowskich UE, Islandii i Norwegii. Celem sieci ReferNet jest gromadzenie informacji na temat roli, struktury i systemu zarządzania VET, a także zmian i trendów w krajowej polityce w tej dziedzinie oraz prowadzenie pogłębionych analiz wdrażania wytycznych polityki europejskiej. ReferNet wspiera także działalność Cedefop w upowszechnianiu informacji o kształceniu i szkoleniu zawodowym w krajach będących członkami sieci.

### „Wpływ globalizacji na kształcenie zawodowe i dokształcanie”
Projekt „The impact of Globalisation on Vocational Education and Training” jest realizowany przez Konsorcjum Instytut Badań Edukacyjnych (lider konsorcjum) oraz austriacki 3s Unternehmensberatung GmbH. Ma zbadać, w jaki sposób krajowe systemy kształcenia, szkolenia zawodowego (kształcenia zawodowego, dokształcania, w tym szkolenia zawodowego na wyższych poziomach) i kwalifikacji reagują na zmieniające się wymagania w obszarze szkolenia zawodowego w Europie i na świecie. Badanie to pozwoli ocenić, w jaki sposób globalizacja wpływa na przegląd i odnawianie oraz sposób definiowania i opisywania treści kształcenia zawodowego. Badanie przyjrzy się synergiom oraz konkurowaniu europejskich i międzynarodowych standardów branżowych i kwalifikacji z krajowymi. Badanie obejmie próbę następujących piętnastu krajów:

## Zakończone projekty

### „Entuzjaści Edukacji”
Pełna nazwa projektu – Badanie jakości i efektywności edukacji oraz instytucjonalizacja zaplecza badawczego – Działanie 3.1 – Modernizacja systemu nadzoru i zarządzania w oświacie, 3.1.1 – Tworzenie warunków do monitorowania ewaluacji i badań systemu oświaty. Celem projektu jest wzmocnienie zdolności systemu edukacji w zakresie badań edukacyjnych oraz zwiększenie możliwości wykorzystywania badań naukowych w polityce i praktyce edukacyjnej oraz zarządzaniu oświatą. Projekt funkcjonuje pod potoczną nazwą „Entuzjaści Edukacji”.

### „Kwalifikacje po europejsku”
Pełna nazwa projektu – Opracowanie założeń merytorycznych i instytucjonalnych wdrażania Krajowych Ram Kwalifikacji oraz Krajowego Rejestru Kwalifikacji dla uczenia się przez całe życie – Działanie 3.4 Otwartość systemu edukacji w kontekście uczenia się przez całe życie, Poddziałanie Opracowanie i wdrożenie Krajowego Systemu Kwalifikacji. Projekt realizowany jest przez Instytut Badań Edukacyjnych od połowy 2010 do końca 2013 r. Projekt funkcjonuje pod potoczną nazwą „Kwalifikacje po europejsku” Dzięki projektowi powstanie Polska Rama Kwalifikacji (PRK), czyli podstawa nowego krajowego systemu kwalifikacji. PRK ułatwi porównywanie kwalifikacji zdobywanych w różnym czasie, różnych miejscach i formach, umożliwi lepsze dostosowanie systemu kwalifikacji oraz edukacji do potrzeb rynku pracy, a także ułatwi mobilność na rynku pracy.

### „Kwalifikacje dla każdego”
„Wspieranie realizacji I etapu wdrażania Zintegrowanego Systemu Kwalifikacji na poziomie administracji centralnej oraz instytucji nadających kwalifikacje i zapewniających jakość nadawania kwalifikacji”. Cele projektu:
- wsparcie ministerstw;
- wsparcie dla pracowników jednostek samorządu terytorialnego,
- wsparcie instytucji mogących pełnić funkcje instytucji certyfikujących;
- modelowa procedura ewaluacji zewnętrznej;
- 70 opisów kwalifikacji nadawanych poza systemami oświaty i szkolnictwa wyższego;
- baza on-line dobrych praktyk w zakresie walidacji efektów uczenia się oraz katalog metod walidacji efektów uczenia się.
- Centrum informacji o ZSK on-line
- 4 sektorowe ramy kwalifikacji

Ponadto powstaną poradniki i kursy e-learningowe, a wszystkie materiały znajdą się na portalu Zintegrowanego Systemu Kwalifikacji. Projekt trwał do końca czerwca 2018 roku.

### „Polska mówi”
Program realizowany w pięciu dużych aglomeracjach miejskich, adresowany był do dzieci przedszkolnych obarczonych ryzykiem zaburzeń językowych. Stanowił on kontynuację badań przesiewowych mierzących poziom rozwoju mowy dzieci dwuletnich, które Instytut Badań Edukacyjnych przeprowadził w roku 2015 przy użyciu kwestionariuszy rodzicielskich. Krótkie kwestionariusze wysłano do rodziców wszystkich dwulatków zamieszkałych w Warszawie, Krakowie, Trójmieście, Lublinie i Katowicach, łącznie do 44 tys. osób. Kwestionariusze zostały wypełnione i odesłane przez rodziców 6900 dzieci. Z tej grupy 1050 dzieci charakteryzowało się opóźnionym rozwojem mowy i ich rodzice otrzymali do wypełnienia bardziej szczegółowe kwestionariusze. Ostatecznie w wyniku dwukrotnego badania kwestionariuszowego wyłoniono w przesiewie 550 dzieci, które w wieku dwóch lat charakteryzowały się znacznym opóźnieniem rozwoju językowego. Dzieci te obecnie są czterolatkami. W międzyczasie Instytut Badań Edukacyjnych sfinalizował projekt badawczy, którego efektem było stworzenie standaryzowanych narzędzi umożliwiających bezpośrednie badanie dzieci w wieku 4 do 8 lat. Badanie to pozwala na dokonanie obiektywnej oceny poziomu rozwoju językowego dziecka poprzez porównanie jego wyników z przeciętnymi wynikami osiąganymi przez jego rówieśników. Było więc możliwe zdiagnozowanie ewentualnych zaburzeń językowych u wspomnianej grupy przedszkolaków wyłonionej w badaniu przesiewowym. Nadrzędnym celem tego projektu było wypracowanie przez wybrane poradnie standardów skutecznej opieki terapeutycznej nad dziećmi z zaburzeniami językowymi w celu ich późniejszego rozwijania i propagowania – poprzez publikacje, szkolenia i bezpośrednią współpracę ze specjalistami z innych placówek edukacyjnych: poradni psychologiczno-pedagogicznych, przedszkoli i szkół.

### „Edukacyjna Wartość Dodana”
Metoda EWD to zestaw technik statystycznych pozwalających zmierzyć wkład szkoły w wyniki nauczania. By można ją zastosować, potrzeba wyników przynajmniej dwóch pomiarów osiągnięć szkolnych: na początku nauki w danej szkole i na jej zakończenie. Wskaźniki EWD należy traktować jako ważną informację zwrotną dla szkoły, wspierającą podejmowanie decyzji o kierunkach jej rozwoju.

### „Ogólnopolskie Badanie Umiejętności Trzecioklasistów”
OBUT to badanie, które przeprowadzano od 2011 roku. Od 2015 roku projekt zmienił nazwę na Diagnozę Kompetencji Trzecioklasistów (K3), zostało też dołączone badanie dla uczniów piątej klasy szkoły podstawowej, czyli Diagnoza Kompetencji Piątoklasistów (K5). Co roku uczestniczyło w nim ponad 70 procent szkół. Badanie sprawdzało umiejętności uczniów z zakresu języka polskiego, matematyki i przyrody. Dzięki udziałowi w badaniach nauczyciele mogli sprawdzić, w jakim stopniu ich uczniowie, po zakończeniu I etapu edukacyjnego lub na rok przed ukończeniem szkoły podstawowej, spełniają wymagania podstawy programowej. Na tej podstawie nauczyciele mogli lepiej pokierować pracą uczniów w klasie IV oraz VI. Badanie K3 mogło stanowić podstawę wyliczenia EWD dla szkoły. W 2016 roku podjęto decyzję, że w roku szkolnym 2016/2017 badania K3 i K5 nie zostaną przeprowadzone.

### „Szkoły demokratyczne”
Celem badania była socjologiczna i pedagogiczna analiza nowego zjawiska w obszarze polskiej edukacji: zjawiska powstawania tzw. szkół demokratycznych, czyli oddolnych (głównie rodzicielskich) inicjatyw edukacyjnych, których celem jest tworzenie placówek, grup i środowisk alternatywnych wobec tradycyjnej szkoły. Inicjatywy te pozwalają na formalną realizację nakładanego polskim prawem obowiązku szkolnego oraz – zgodnie z deklaracjami twórców– umożliwiają edukację w warunkach pozbawionych przymusu właściwego powszechnemu systemowi kształcenia.
Celem badania było:
- rekonstrukcja genezy oraz kontekstów powstawania szkół demokratycznych,
- poznanie sposobów codziennego funkcjonowania szkół demokratycznych,
- rozpoznanie miejsca i roli szkół demokratycznych w polskim systemie oświaty.

### „Wspieranie Krajowych Ram Kwalifikacji w Macedonii”
Instytut Badań Edukacyjnych został liderem projektu „Kontynuacja prac nad doskonaleniem systemu rozwoju i wdrażania Krajowej Ramy Kwalifikacji w Macedonii”. Projekt realizowany w okresie od 18 stycznia 2016 r. do 17 lipca 2017 r. w ramach konsorcjum, którego członkami byli: Instytut Badań Edukacyjnych (lider), Ministerstwo Nauki, Edukacji i Sportu z Chorwacji oraz Scottish Credit and Qualifications Framework Partnership z Wielkiej Brytanii. Głównym celem projektu, zgodnie z definicją pomocy bliźniaczej, było wspieranie instytucji publicznych oraz przyczynianie się do rozwoju nowoczesnej administracji w państwach objętych programami finansowanymi przez Komisję Europejską. W ramach programu typu Twinning beneficjentami projektów bliźniaczych są między innymi państwa kandydujące do Unii Europejskiej, w tym Republika Macedonii.

### „Macedonia – edukacja policealna”
Instytut Badań Edukacyjnych był liderem projektu Twinning Light „Wsparcie modernizacji systemu edukacji policealnej” (“Support to the modernisation of the system for post-secondary education”).
Głównym celem projektu, zgodnie z definicją pomocy bliźniaczej, jest wspieranie instytucji publicznych oraz przyczynianie się do rozwoju nowoczesnej administracji w państwach objętych programami finansowanymi przez Komisję Europejską. W ramach programu Twinning beneficjentami są między innymi państwa kandydujące do Unii Europejskiej, w tym Republika Macedonii. Eksperci z Instytutu Badań Edukacyjnych we współpracy z ekspertami z Czech, Austrii, Luksemburga i Chorwacji, wspólnie wspierali Ministerstwo Edukacji i Nauki w Skopje w procesie modernizacji edukacji na poziomie post-secondary.

### „EwasteR”
Konsorcjum EwasteR składało się z 13 organizacji, pochodzących z czterech różnych państw: Cypru, Włoch, Polski i Wielkiej Brytanii. Projektem zarządza E.RI.FO – Ente per la Ricerca e Formazione (Rzym, Włochy). Konsorcjum EwasteR zidentyfikowało istniejące obecnie na obszarze UE ścieżki prowadzące do zdobycia kwalifikacji oraz profili zawodowych związanych z sektorem recyklingu i ponownego użycia odpadów SEE. Opracowało też nową kwalifikację zawodową z wykorzystaniem kryteriów UE (ECVET-EQAVET), która potwierdza uzyskanie umiejętności, wiedzy i kompetencji niezbędnych dla pracowników sektora recyklingu i ponownego użycia odpadów SEE.

### „ConstructyVET”
Międzynarodowy, interdyscyplinarny projekt badawczy, był realizowany w ramach programu Erasmus+. Projekt polegał na rozwijaniu kwalifikacji i ścieżek kształcenia kierowników budów oraz brygadzistów budowlanych w Europie. Partnerzy postawili sobie za cel zmniejszenie rozbieżności między oczekiwaniami przedsiębiorstw a kwalifikacjami, jakie mają potencjalni pracownicy bezpośrednio po zakończeniu kształcenia.

### „Projekt NQF-IN”
Instytut Badań Edukacyjnych był liderem projektu “Developing organisational and financial models for including non-formal sector qualifications in National Qualifications Frameworks” (NQF-IN project) w ramach program Erasmus+ (Akcja 2: Partnerstwo Strategiczne na rzecz kształcenia i nauczania zawodowego). Głównym celem projektu NQF-IN było wsparcie decydentów krajów europejskich, a także instytucji europejskich (Komisji Europejskiej, Cedefop, European Training Foundation) w prowadzeniu polityki włączania kwalifikacji nadawanych poza systemami oświaty i szkolnictwa wyższego do krajowych ram kwalifikacji (systemów kwalifikacji).

### „Innovating History Education for All (IHEA)”
Projekt IHEA był koordynowany przez stowarzyszenie Euroclio z siedzibą w Hadze. Jego celem było podniesienie jakości edukacji historycznej i obywatelskiej poprzez zapewnienie szerokiego dostępu do nowoczesnych narzędzi dydaktycznych i aplikacji umożliwiających pełniejsze i bardziej celowe wykorzystanie nowych technologii w nauczaniu historii. Międzynarodowy i interdyscyplinarny zespół projektu tworzyli – obok członków Pracowni Historii IBE – przedstawiciele Instytutu Georga Eckerta, pracownicy Mount School York i firmy informatycznej Webtic.

### „EXCEPT”
Międzynarodowy, interdyscyplinarny projekt badawczy, realizowany w ramach programu HORIZON2020. Projekt miał na celu dostarczenie informacji na temat szeroko rozumianego wpływu niestabilności i niepewności zatrudnienia, oraz bezrobocia osób młodych na zakres ich wykluczenia społecznego. Badanie miało charakter porównawczy i objęło wszystkie kraje Unii Europejskiej, jak również Ukrainę. Jako główne wskaźniki wykluczenia społecznego przyjęto zarówno kryteria ekonomiczne – w tym ubóstwo i niski status materialny, jak i aspekty pozaekonomiczne tj.: stan zdrowia i subiektywne samopoczucie osób młodych. Ważnym, analizowanym aspektem była również autonomia osób młodych i ich uniezależnienie od domu rodzinnego.